# Phaeoura cladonia
Phaeoura cladonia är en fjärilsart som beskrevs av Felder och Alois Friedrich Rogenhofer 1875. Phaeoura cladonia ingår i släktet Phaeoura och familjen mätare. Inga underarter finns listade i Catalogue of Life.